# Стейн, Софус Аугуст Вильгельм
Софус Аугуст Вильгельм Стейн — датский врач (хирург) и анатом, родившийся 29 июля 1797 года Копенгагене, умер 14 мая 1868 года. Был отцом трёх детей: Теобальда, Вальдемара и Харальда Стейнов.
В 1819 году Аугуст Стейн начал изучать хирургию в Копенгагенском университете. В 1831 году он получил степень кандидата в доктора медицины, а в 1834 году — степень доктора медицины. Его докторская диссертация была первой известной диссертацией, всецело посвящённой изучению анатомического строения таламуса.
В 1835 году Аугуст Стейн стал профессором анатомии в Королевской Академии искусств Дании в Копенгагене. Эту должность он занимал до 1868 года. Параллельно в 1837 году он стал доцентом, а в 1841 году профессором родного Копенгагенского университета. Одновременно с 1844 по 1854 годы он служил главным хирургом больницы Фредерикс. Он считался отличным преподавателем и высококлассным хирургом. Особенно ценилось его умение выполнять кесарево сечение с минимальным риском для матери и плода.
В 1840 году Аугуст Стейн написал для Королевской Академии искусств учебник и справочное руководство по хирургической анатомии (дат. Haandbog i Menneskets Anatomi).

## Основные труды
- лат. De thalamo et origine nervi optici in homine et animalibus vertebratis: dissertatio anatomica. (Таламус и перекрёст зрительных нервов у человека и позвоночных животных. Диссертация по анатомии на соискание учёной степени доктора медицины).
- Haandbog i Menneskets Anatomi. (Учебник и справочное руководство по анатомии).[3]